# Prêmio ACIE de Melhor Atriz
O Prêmio ACIE de Melhor Atriz é um dos prêmios oferecidos pelo Prêmio ACIE de Cinema, concedido pela Associação de Correspondentes de Imprensa Estrangeira no Brasil (ACIE) e entregue em honra às atrizes que se destacam no papel principal de obras cinematográficas de determinado ano. Esta categoria está presente na premiação desde a primeira cerimônia, ocasião em que Débora Falabella venceu por sua interpretação em 2 Perdidos numa Noite Suja. A comissão de indicação é composta por profissionais estrangeiros associados à ACIE, semelhante ao prêmio Golden Globes, dos Estados Unidos.

## Indicados e vencedores
O ano indicado refere-se ao ano em que ocorreu a cerimônia de premiação, na maioria das vezes relativo ao catálogo de filmes produzidos no ano anterior. As vencedoras aparecem no topo da lista e destacados em negrito, de acordo com o site oficial:
| Ano                 | Atriz                                  | Papel                                                  | Filme  | Ref. |
| ------------------- | -------------------------------------- | ------------------------------------------------------ | ------ | ---- |
| 2004                |                                        |                                                        |        |      |
| Débora Falabella    | Paco                                   | 2 Perdidos Numa Noite Suja                             | [ 1 ]  |      |
| Cláudia Abreu       | Rose                                   | O Caminho das Nuvens                                   | [ 1 ]  |      |
| Fernanda Torres     | Vanilce "Vani" Alencar                 | Os Normais                                             | [ 1 ]  |      |
| Simone Spoladore    | Oribela                                | Desmundo                                               | [ 1 ]  |      |
| 2005                |                                        |                                                        | [ 1 ]  |      |
| Fernanda Montenegro | Regina Bragança                        | O Outro Lado da Rua                                    | [ 3 ]  |      |
| Camila Morgado      | Olga Benário Prestes                   | Olga                                                   | [ 3 ]  |      |
| Cléo Pires          | Ariela Masé / Castana Beatriz          | Benjamim                                               | [ 3 ]  |      |
| Guta Stresser       | Nina                                   | Nina                                                   | [ 3 ]  |      |
| 2006                |                                        |                                                        | [ 3 ]  |      |
| Alice Braga         | Karinna                                | Cidade Baixa                                           | [ 4 ]  |      |
| Ludmila Dayer       | Helena Morley                          | Vida de Menina                                         | [ 4 ]  |      |
| Vera Holtz          | Virgínia Mateus dos Santos             | Bendito Fruto                                          | [ 4 ]  |      |
| Zezeh Barbosa       | Maria Silva da Conceição               | Bendito Fruto                                          | [ 4 ]  |      |
| 2007                |                                        |                                                        | [ 4 ]  |      |
| Hermila Guedes      | Hermila/Suely                          | O Céu de Suely                                         | [ 5 ]  |      |
| Fernanda Carvalho   | Maria                                  | Anjos do Sol                                           | [ 5 ]  |      |
| Juliana Knust       | Flor                                   | Achados e Perdidos                                     | [ 5 ]  |      |
| Simone Spoladore    | Alaíde                                 | Vestido de Noiva                                       | [ 5 ]  |      |
| 2008                |                                        |                                                        |        |      |
| Carla Ribas         | Alice                                  | A Casa de Alice                                        | [ 6 ]  |      |
| Glória Pires        | Juliana                                | Primo Basílio                                          | [ 6 ]  |      |
| Priscilla Rozenbaum | Ana Laura Stein                        | Carreiras                                              | [ 6 ]  |      |
| Tainá Müller        | Marcela                                | Cão Sem Dono                                           | [ 6 ]  |      |
| 2009                |                                        |                                                        | [ 6 ]  |      |
| Sandra Corveloni    | Cleusa                                 | Linha de Passe                                         | [ 7 ]  |      |
| Cássia Kiss         | Marici                                 | Chega de Saudade                                       | [ 7 ]  |      |
| Fabiula Nascimento  | Íria                                   | Estômago                                               | [ 7 ]  |      |
| Leandra Leal        | Camila                                 | Nome Próprio                                           | [ 7 ]  |      |
| 2010                |                                        |                                                        | [ 7 ]  |      |
| Andréa Beltrão      | Verônica                               | Verônica                                               | [ 8 ]  |      |
| Caroline Abras      | Marcin                                 | Se Nada Mais Der Certo                                 | [ 8 ]  |      |
| Fernanda Torres     | Vanilce "Vani" Alencar                 | Os Normais 2 – A Noite Mais Maluca De Todas            | [ 8 ]  |      |
| Glória Pires        | Baby / Helena                          | É Proibido Fumar / Se Eu Fosse Você 2                  | [ 8 ]  |      |
| 2011                |                                        |                                                        | [ 8 ]  |      |
| Glória Pires        | Eurídice Ferreira de Melo (Dona Lindu) | Lula: O Filho do Brasil                                | [ 9 ]  |      |
| Maria Padilha       | Teresa                                 | Praça Saens Peña                                       | [ 9 ]  |      |
| Nanda Costa         | Jéssica/Melissa                        | Sonhos Roubados                                        | [ 9 ]  |      |
| Zezé Polessa        | Dorotéia Cajazeira                     | O Bem-Amado                                            | [ 9 ]  |      |
| 2012                |                                        |                                                        | [ 9 ]  |      |
| Simone Spoladore    | Elvis                                  | Elvis e Madona                                         | [ 10 ] |      |
| Deborah Secco       | Raquel Pacheco "Bruna Surfistinha"     | Bruna Surfistinha                                      | [ 10 ] |      |
| Ingrid Guimarães    | Alice Segretto                         | De Pernas pro Ar                                       | [ 10 ] |      |
| Karine Teles        | Bianca Ventura                         | Riscado                                                | [ 10 ] |      |
| 2013                |                                        |                                                        | [ 10 ] |      |
| Camila Pitanga      | Lavínia                                | Eu Receberia as Piores Notícias dos seus Lindos Lábios | [ 11 ] |      |
| Hermila Guedes      | Verônica                               | Era Uma Vez Eu, Verônica                               | [ 11 ] |      |
| Mariana Lima        | Luzia                                  | Sudoeste                                               | [ 11 ] |      |
| Nathalia Dill       | Érika                                  | Paraísos Artificiais                                   | [ 11 ] |      |

## Múltiplas vitórias e indicações
| As seguintes atrizes receberam duas ou mais indicações ao ACIE de melhor atriz: \| Indicações \| Atrizes \| \| ---------- \| ---------------- \| \| 3 \| Glória Pires \| \| 3 \| Simone Spoladore \| \| 2 \| Fernanda Torres \| \| 2 \| Hermila Guedes \| |                  |
| Indicações | Atrizes          |
| 3 | Glória Pires     |
| 3 | Simone Spoladore |
| 2 | Fernanda Torres  |
| 2 | Hermila Guedes   |